# Copa de Campeones de la Concacaf 1981
La Copa de Campeones de 1981 fue la decimoséptima edición de la Copa de Campeones de la Concacaf, torneo de fútbol a nivel de clubes más importante de Norteamérica, Centroamérica y el Caribe organizado por la Concacaf. El torneo comenzó el 26 de abril de 1981 y culminó el 2 de febrero de 1982. Por primera vez participa un club caimanés: Yama Sun Oil.
El campeón fue Transvaal de Surinam, que logró así su segundo y último título en la competición.

## Equipos participantes
En cursiva los equipos debutantes en el torneo.
| País                          | Equipo                                            |
| ----------------------------- | ------------------------------------------------- |
| Surinam 2 cupos               | SV Transvaal SV Robinhood                         |
| El Salvador · 2 cupos         | CD Atlético Marte CD Santiagueño                  |
| Honduras 2 cupos              | CD Marathón Real CD España                        |
| Antillas Neerlandesas 2 cupos | SU Brion Trappers RKV FC Sithoc                   |
| México · 2 cupos              | Deportivo Cruz Azul Club Tigres de la UANL        |
| Guatemala · 2 cupos           | CSD Xelajú Mario Camposeco CSD Juventud Retalteca |
| Trinidad y Tobago 2 cupos     | Defence Force FC Kentucky Fried Memphis FC        |
| Islas Caimán 1 cupo           | Yama Sun Oil SC                                   |

## Zona Norte/Centroamericana

### Primera ronda

#### Atlético Marte - Juventud Retalteca
| 26 de abril de 1981 | Atlético Marte   | 2:2 | Juventud Retalteca | Estadio Flor Blanca, San Salvador |  |
|                     | Guerrero · Huezo |     | Dubón · Damasco    |                                   |  |

| 5 de mayo de 1981 | Juventud Retalteca | 1:3 (Global 3:5) | Atlético Marte           | Estadio Óscar Monterroso, Retalhuleu |  |
|                   | Desconocido        |                  | Aquino · Recinos · Rivas |                                      |  |

#### Marathón - Santiagueño
| 15 de mayo de 1981 | Marathón                  | 4:0 | Santiagueño | Estadio Francisco Morazán, San Pedro Sula |                               |
|                    | Bailey ?', ?', ?' · Güity |     |             | Asistencia: 4755 espectadores             | Asistencia: 4755 espectadores |

| 17 de mayo de 1981 | Santiagueño | 1:1 (1:1) (Global 1:5) | Marathón    | Estadio Francisco Morazán, San Pedro Sula |  |
|                    | Peña 40'    |                        | Correia 22' |                                           |  |

#### Tigres UANL - Xelajú Mario Camposeco
| 24 de mayo de 1981 | Xelajú MC | 0:0 | Tigres UANL | Estadio Mario Camposeco, Quetzaltenango |  |

| 3 de junio de 1981 | Tigres UANL                   | 4:2 (3:1) (Global 4:2) | Xelajú MC               | Estadio Universitario, Monterrey |                               |
|                    | Boy 19', 31', 64' · Azuara 3' |                        | Morales 10' · Pérez 49' | Asistencia: 8000 espectadores    | Asistencia: 8000 espectadores |

#### Cruz Azul - Real España
| 24 de junio de 1981 | Real España                    | 2:1 (0:0) | Cruz Azul | Estadio Francisco Morazán, San Pedro Sula |  |
|                     | Costly 48' · Yubini 64' (pen.) |           | Fogel 50' |                                           |  |

| 30 de junio de 1981 | Cruz Azul                                   | 3:0 (1:0) (Global 4:2) | Real España | Estadio 10 de Diciembre, Ciudad Cooperativa |                                   |
|                     | Fogel 31' · D'Anzi 60' · Ortiz 90+2' (a.g.) |                        |             | Árbitro(s): José Bernardino Muñoz           | Árbitro(s): José Bernardino Muñoz |

### Segunda ronda
| 7 de julio de 1981 | Tigres UANL | 1:1 (1:0) | Atlético Marte      | Estadio Universitario, Monterrey |                           |
|                    | Boy 22'     |           | González 62' (pen.) | Árbitro(s): Rómulo Méndez        | Árbitro(s): Rómulo Méndez |

| 30 de septiembre de 1981 | Atlético Marte | 1:0 (Global 2:1) | Tigres UANL | Estadio Cuscatlán, San Salvador |  |
| Tigres UANL se negó a jugar en El Salvador ya que habían conflictos políticos en ese país. La Concacaf otorgó la clasificación y la victoria de 1:0 al Atlético Marte. |                |                  |             |                                 |  |

| 22 de septiembre de 1981 | Cruz Azul | 1:3 (1:2) | Marathón                    | Estadio 10 de Diciembre, Ciudad Cooperativa |                          |
|                          | Díaz 22'  |           | Güity 3', 86' · Mendoza 31' | Árbitro(s): Robert Evans                    | Árbitro(s): Robert Evans |

| 30 de septiembre de 1981 | Marathón   | 1:1 (0:0) (Global 4:2) | Cruz Azul | Estadio Francisco Morazán, San Pedro Sula |                          |
|                          | Bailey 83' |                        | Jara 75'  | Árbitro(s): Danilo Ardón                  | Árbitro(s): Danilo Ardón |

### Tercera ronda
| 3 de diciembre de 1981 | Marathón         | 1:0 (1:0) | Atlético Marte | Estadio Francisco Morazán, San Pedro Sula |  |
|                        | Güity 16' (pen.) |           |                |                                           |  |

| 6 de diciembre de 1981 | Atlético Marte             | 2:0 (1:0) (Global 2:1) | Marathón | Estadio Cuscatlán, San Salvador |  |
|                        | Infantozzi 7' · Machón 87' |                        |          |                                 |  |

## Zona del Caribe

### Primera ronda

#### SUBT - Kentucky Fried Memphis
| 13 de junio de 1981 | Kentucky Fried Memphis | 0:0 | SUBT | Estadio Nacional, Puerto España |  |

| 12 de julio de 1981 | SUBT                         | 2:0 (0:0) (Global 2:0) | Kentucky Fried Memphis | Estadio Willemstad, Willemstad |  |
|                     | Koots 47' · Wever 70' (pen.) |                        |                        |                                |  |

#### Transvaal - Defence Force
| Equipo Local Ida | Resultado | Equipo Visitante Ida | Ida   | Vuelta |
| ---------------- | --------- | -------------------- | ----- | ------ |
| Transvaal        | 1 - 0     | Defence Force        | 1 - 0 | -      |

- Defence Force se retiró antes de jugar el partido de vuelta.

#### Robinhood - Sithoc
| 14 de junio de 1981 | Sithoc | 1:0 | Robinhood | Estadio Willemstad, Willemstad |  |
|                     | Rovina |     |           |                                |  |

| 9 de agosto de 1981 | Robinhood | 5:0 (Global 5:1) | Sithoc | Estadio Nacional, Paramaribo |  |

### Segunda ronda

#### SUBT - Yama Sun Oil
| 9 de agosto de 1981 | SUBT                                      | 5:0 (2:0) | Yama Sun Oil | Estadio Willemstad, Willemstad |  |
|                     | Koots 14', 19', 84', 87' · Toppenberg 81' |           |              |                                |  |

| 23 de agosto de 1981 | Yama Sun Oil     | 1:2 (0:0) (Global 1:7) | SUBT                      | Criquet Ground, George Town |  |
|                      | Ramos 70' (pen.) |                        | Koots 65' · Zimmerman 90' |                             |  |

#### Transvaal - Robinhood
| Equipo Local Ida | Resultado        | Equipo Visitante Ida | Ida   | Vuelta |
| ---------------- | ---------------- | -------------------- | ----- | ------ |
| Transvaal        | (4-3 pen.) 0 - 0 | Robinhood            | 0 - 0 | 0 - 0  |

### Tercera ronda
| 20 de septiembre de 1981 | Transvaal                     | 2:0 (0:0) | SUBT | Estadio Nacional, Paramaribo |  |
|                          | La Parra 47' · Leisbergen 70' |           |      |                              |  |

| 4 de octubre de 1981 | SUBT | 0:1 (Global 0:3) | Transvaal | Estadio Willemstad, Willemstad |  |

## Final

### Ida
| 30 de enero de 1982                         | Atlético Marte | 1:1 | Transvaal | Estadio Nacional, Paramaribo |  |
|                                             | Huezo          |     | Bundel    |                              |  |
| El gol de Wensley Bundel fue de tiro libre. |                |     |           |                              |  |

### Vuelta
| 2 de febrero de 1982 | Transvaal      | 1:0 (0:0) (Global 2:1) | Atlético Marte | Estadio Nacional, Paramaribo |  |
|                      | Leisberger 84' | Reporte                |                |                              |  |

| Transvaal Campeón 2.do título |